# بليزانت فالي (مقاطعة سانت كرويكس)
بليزانت فالي، مقاطعة سانت كرويكس (بالإنجليزية: Pleasant Valley, St. Croix County, Wisconsin)‏ هي بلدة تقع بولاية ويسكونسن في الولايات المتحدة. تبلغ مساحتها 46.7 (كم²)، وترتفع عن سطح البحر 326 م، بلغ عدد سكانها 430 نسمة في عام 2000 حسب إحصاء مكتب تعداد الولايات المتحدة وتصل الكثافة السكانية فيها 9.2 نسمة/كم2.

## وصلات خارجية
- The US50 - Cities and Towns in Wisconsin State
- Wisconsin Cities and Towns, Facts, Map, Flag, Colleges, Government, and More